# 永井行蔵
永井 行蔵（ながい こうぞう、1908年〈明治41年〉12月22日 - 1988年〈昭和63年〉8月23日）は、日本の国文学者。新潟大学名誉教授。

## 略歴
新潟県南蒲原郡長沢村大字中野原新田（現 三条市中野原）の教育者・永井長祥の三男として出生。
1926年（大正15年）3月に新潟中学校を卒業、1929年（昭和4年）3月に新潟高等学校を卒業、1932年（昭和7年）3月に東京帝国大学文学部国文学科を卒業。池田亀鑑のもとで『神皇正統記』の研究や『校異源氏物語』の作成に従事。
1933年（昭和8年）1月に岩波書店から出版の『岩波講座 日本文學』の付録の雑誌『文學』第19号に「神皇正統記阿刀氏本に就いて」という題名の論文を発表し、その中で『神皇正統記』の阿刀本を紹介して草稿もしくは初稿本と推定した。
1933年（昭和8年）4月に藤村作の推薦で満州国の鞍山中学校教諭に就任、1935年（昭和10年）4月に新潟高等学校教授に就任、1938年（昭和13年）7月に陸軍に召集され、1939年（昭和14年）6月まで輜重特務兵として馬の世話をした。
1950年（昭和25年）3月に新潟大学助教授に就任、1961年（昭和36年）4月に新潟大学人文学部教授に就任、1966年（昭和41年）4月に新潟大学教養部第5代部長に就任。
1974年（昭和49年）4月に新潟大学を定年退官、日本歯科大学新潟歯学部教授に就任、7月に新潟大学名誉教授の称号を受称、1984年（昭和59年）3月に日本歯科大学を定年退職。
1988年（昭和63年）8月23日午前9時22分に新潟県新潟市西有明町（現 新潟市西区西有明町）の信楽園病院で敗血症のため死去。
万葉集や源氏物語の講義には定評があった。

## 栄典
- 1980年（昭和55年）11月3日 - 勲三等旭日中綬章[13]
- 1988年（昭和63年）8月23日 - 正四位[14]

## 教え子
- 大久保正 - 国文学者、国文学研究資料館教授。
- 伊狩章 - 国文学者、新潟大学名誉教授。
- 渋谷武 - 政治学者、新潟大学名誉教授。永井行蔵と毎日早朝に海で手漕ぎボートに乗って釣りをしていた[15]。

## 友人
- 松尾聰 - 国文学者、学習院大学名誉教授。永井行蔵の甥の永井潔にいたずらをした[16]。
- 永積安明 - 国文学者、神戸大学名誉教授。永井行蔵の甥の永井潔の更生を支援した[17]。
- 松田武夫 - 国文学者、元宇都宮大学教授。永井行蔵と交遊した[3]。
- 鈴木知太郎 - 国文学者、日本大学名誉教授。永井行蔵と交遊した[3]。
- 星野慎一 - ドイツ文学者、元東京教育大学教授。新潟高等学校の同級生。新潟大学へ講義に招いた[18]。

## 家族・親戚
- 永井長祥（ながい ながただ、1857年1月2日〈安政3年12月7日〉 - 1918年〈大正7年〉3月3日） - 父、教育者、三条市立笹岡小学校初代校長。

越後国蒲原郡村松町長柄町（現 新潟県五泉市村松乙）の村松藩の藩邸で出生。1874年（明治7年）に村松校（現 五泉市立村松小学校）を卒業後、蒲原郡の各地の学校で授業生を務めた。1879年（明治12年）に父の永井長茂（永井行蔵の祖父）たち旧村松藩藩士が新潟県南蒲原郡中野原新田村に移住して茶園を開拓すると、1880年（明治13年）に長沢校（現 三条市立長沢小学校）附属笹岡新田校に首座授業生として招聘された。1882年（明治15年）に訓導として独立して笹岡新田校（現 三条市立笹岡小学校）の初代校長に就任。1907年（明治40年）3月に校長を退職後、新潟県南蒲原郡長沢村の助役を2期務めた。1918年（大正7年）3月3日に死去。三条市立笹岡小学校の校庭に頌徳碑が立っている。
- 永井梓 - 長男、記者、コラムニスト、読売新聞東京本社論説委員会特別顧問、元読売新聞グループ本社副主筆。
- 永井泉 - 次男、元新潟県水産海洋研究所所長。
- 永井潔 - 甥、長兄の子、画家。永井行蔵とは8歳年下で同居して兄弟のように育った[16]。新潟県の小学校出身[22]、東京府立第八中学校を4年修了[16]、第一高等学校理科乙類の第1学年に2回留年して1935年（昭和10年）10月に中退[23]。
- 永井愛 - 大姪、永井潔の長女、劇作家。
- 小柳胖 - 血族、新潟中学校の2年後輩、記者、第4代新潟日報社代表取締役社長、會津八一記念館初代館長。本籍は下田村（現 三条市）[24]。小柳胖の妻の小柳マサは下田村（現 三条市）出身[25]。小柳胖の母の養父は小柳一蔵。

## 著作物

### 著書
- 『講義のまえに』考古堂書店、1988年。

### 論文
- CiNii収録論文 - CiNii